# محسن مهدی
محسن مهدی (۲۱ ژوئن ۱۹۲۶ – ۹ ژوئیه ۲۰۰۷) فیلسوف عراقی و استاد دانشگاه‌های بغداد و شیکاگو و هاروارد بود. وی اسلام‌شناس و عرب‌شناس برجسته و شخصیتی عمده در مطالعه تاریخ عرب، لغت‌شناسی و فلسفه است. ویرایش انتقادی هزار و یک شب و کار بر روی فلسفه ابونصر فارابی از آثار مهم او هستند.

## تولد و تحصیل
محسن سید مهدی مشهدانی در شهر عین التمر کربلا در عراق به دنیا آمد. پدرش به طب سنتی می‌پرداخت. تحصیلات ابتدایی و بخشی از راهنمایی را در کربلا به پایان رساند. پس از اتمام تحصیلات دبیرستان در بغداد، برای تحصیل در امور اداری به دانشگاه آمریکایی بیروت رفت، اما جذب تحصیل در فلسفه شد. پس از پایان تحصیلات عالی در رشته علوم اداری و فلسفی، در سال ۱۹۴۷ میلادی به عنوان مدرس اقتصاد در دانشگاه بغداد منصوب شد و پس از یک سال بورسیه تحصیل در رشته اقتصاد در دانشگاه شیکاگو را به دست آورد. تحصیلات خود را زیر نظر آرنولد برگستراسر و ایو سیمون آغاز کرد و به ویژه نزد نبیهه عبود و لئو اشتراوس تحصیل کرد. بدین ترتیب، به برکت این شاگردی، از اقتصاد به فلسفه روی آورد و در آنجا با جهان تاریخ فلسفه عربی-اسلامی آشنا شد.

## فعالیت‌ها
محسن مهدی به کمیته تفکر اجتماعی تعلق داشت که باعث شد او با ست بناردت و آلن بلوم آشنا شود و این دوستی مستحکم شد و مدت‌ها ادامه یافت.
او در سال ۱۹۵۴ میلادی پایان‌نامه درخشانی را در مورد فلسفه علم به پایان رساند که اندکی پس از بحث آن با عنوان فلسفه تاریخی ابن خلدون: بررسی مبانی فلسفی علم فرهنگ منتشر شد.
و پس از اینکه محسن مهدی به عنوان استاد مدعو در سمینار «اندیشه سیاسی» در مؤسسه شرق‌شناسی دانشگاه فرایبورگ آلمان کار کرد، به بغداد به عنوان مدرس در مؤسسه حقوق و دانشکده حقوق رفت.
در سال ۱۹۵۷ میلادی سمت استادیاری در گروه زبان‌ها و تمدن‌های شرقی دانشگاه شیکاگو را پذیرفت و در آنجا به درجه استادی نائل شد و تا سال ۱۹۶۹ در آنجا به کار ادامه داد. و پس از رد چندین پیشنهاد از چندین مؤسسه دانشگاهی، در نهایت پیشنهاد دانشگاه هاروارد از استاد زبان عربی جیمز ریچارد جویت را پذیرفت. و از سال ۱۹۶۹ پس از میلاد تا زمان بازنشستگی خود در سال ۱۹۹۶ میلادی، یعنی به مدت ۲۷ سال، به عنوان مدیر مرکز مطالعات خاورمیانه و استاد گروه زبان‌ها و تمدن‌های خاور نزدیک، در دانشگاه هاروارد کار کرد.
پروفسور مهدی در دانشگاه پاریس و همچنین دانشگاه فرایبورگ در بریسگاو آلمان، تحقیقات پسا دکتری انجام داده‌است. او همچنین در مراکش تحقیقاتی را با حمایت بنیاد راکفلر و بنیاد تحقیقات فولبرایت انجام داده‌است. او چندین بازدید برای تدریس در دانشگاه فرایبورگ در بریگو، دانشگاه آمریکایی قاهره، مرکز مطالعات اسلامی پاکستان، دانشگاه کالیفرنیا در لس آنجلس، سپس در دانشگاه پوردو، دانشگاه محمد بن عبدالله داشت. در دانشگاه فاس و دانشگاه محمد پنجم در رباط. او عضو هیئت مشورتی دپارتمان مطالعات خاورمیانه دانشگاه پرینستون، بنیان‌گذار و رئیس انجمن بین‌المللی تاریخ علم و فلسفه عرب در پاریس و یکی از اعضای مؤسس و مدیر انجمن مطالعات خاورمیانه بود. .
او همچنین عضو هیئت تحریریه علوم و فلسفه عربی، مجله مطالعات خاورمیانه، مجله اسلامی دانشگاه هامدرد و مجله فلسفه سیاسی تفسیر بود. او ریاست مرکز مطالعات آمریکایی قاهره را بر عهده داشت و به عنوان اولین عضو خبرنگار آکادمی زبان عربی در قاهره خدمت کرد.
او در سالهای اخیر بیشتر اوقات خود را در پاریس گذراند و در مؤسسه جهان عرب سخنرانی می‌کرد و در چندین سمینار شرکت می‌کرد و در کتابخانه‌ها و کافه‌هایی که نویسندگان و روشنفکران از سراسر جهان اسلام در آن رفت و آمد داشتند چهره ای آشنا و محبوب شد. به ویژه در فاس و رباط که بیشتر شاگردان او بودند و قبل از آن کمتر، یک ماه پس از مرگش، دانشگاه آمریکایی قاهره به او دکترای افتخاری اعطا کرد.
پروفسور محسن علاوه بر درک عمیق زبان عربی و مظاهر تاریخی و جغرافیایی آن، در فلسفه یونان، فلسفه عرب اسلامی، فلسفه یهودی و مسیحی، و فلسفه سیاسی غرب تبحر کامل داشت. و پس از آنکه روشهای تصدیق متون دقیق را که این رویکردها توسط دانشمندان اروپایی ایجاد شده بود آموخت قواعد کلی تحقیق در فلسفه عربی-اسلامی را وضع کرد. او در آغاز فعالیت علمی خود، به جستجوی نسخه‌های خطی در هر نقطه از جهان می‌پرداخت و از آنها برای تأیید صحت آنها استفاده می‌کرد یا به راحتی به دانشجویان پژوهشگر خود ارائه می‌کرد.
او به ویژه به دلیل کشف، تحقیق، ترجمه و تفسیر بسیاری از کتب و نامه‌های ابونصر فارابی شهرت داشت.
استاد محسن مهدی چندین تحلیل و تفسیر بسیار مهم از متون فلسفی عربی انجام داده‌است. او با همکاری رالف لرنر از دانشگاه شیکاگو و بعداً با ارنست فورتین از کالج بوستون، کتاب معروف فلسفه سیاسی مرکزگرا را منتشر کرد که شامل متون برگزیده ای است که از عربی، عبری و لاتین به انگلیسی ترجمه شده‌اند. و از آخرین سخنان خود برای کتاب جغرافیای باز الاشهاب دکتر جمال الکیلانی که در شهر فاس در پادشاهی مراکش به چاپ رسیده و با انتشار کتاب ایشان نوشته‌است.
کتاب هزار و یک شب که در لیدن هلند منتشر شد، درخشان‌ترین اثر در فهرست کتاب‌های محسن مهدی بود. چاپ ویراستاری او بر اساس قدیمی‌ترین نسخه‌های خطی و معتبرترین نسخه در ارائه متن به بهترین شکل ممکن بود. این اثر باشکوه او بود که با آن محافل شرق‌شناسی و محافل فرهنگ عرب را به چالش کشید و آن را به گونه‌ای هدایت کرد که خوانندگان زبان عربی را در برابر محققان مجذوب کند و محققان به رنج طولانی او در تحقیق و تفحص و موشکافی شهادت دادند.

## کار بر روی فارابی
به گفته محسن مهدی، ابونصر محمد فارابی «سنتی را ابداع کرد که تلاش می‌کرد بدون اینکه اصول علمی را فدا کند تا حد امکان آن را با دین آشتی دهد.
او دین را موضوع مطالعه قرار داد و طبعاً علم پیرامونی شد، مثلاً در کتاب «إحصاء العلوم» (امر علمی) علوم را به زبان، منطق، ریاضی، فیزیک، متافیزیک، و غیره تقسیم کرد اما به‌جای بکاربردن اصطلاح علوم سیاسی یا فلسفه سیاسی از فقه و کلام (قوانین الهی) نام برد و به این ترتیب دین را در جهان بینی علمی جای داد.
محسن مهدی در تلاش است تا این سنت را (که فارابی دین و علم را توسط سیاست ارتباط داد) در فکر فلسفی جهان اسلام ادغام کند.
از نظر محسن مهدی، کشف دوباره فارابی کلید سعادت در جهان معاصر خواهد بود، زیرا فارابی تأکید کرده‌است که «علم و شیوه زندگی از عوامل لازم برای سعادت هستند». یعنی نگاه علمی به دین در چارچوب معرفت سیاسی عرصه حیاتی لازم برای همزیستی فکر و عقیده را باز می‌کند.
ثانیاً: در مقابل فلسفه، در مقابل سیاست، ظاهراً محسن مهدی در صدد افتتاح مرحله حکیمانه فلسفه اسلامی بوده‌است، یعنی موضع‌گیری در مسائل دینی و علمی بر اساس «اراده خوب بر معرفت» یا «سیاست دانش افزا» که در آن استناد فارابی مبنایی اساسی برای ترسیم خطوط کلی این سیاست است، چون فارابی به فلسفه مضمونی سیاسی بخشیده‌است. نظر مهدی یک دیدگاه سیاسی که سیاست را صرفاً به عنوان یک نظام، اقتدار و نهاد در نظر نمی‌گیرد نیست، بلکه یک فلسفه واقعی است که در آن باورهای دینی، نظریه‌های علمی، عقاید، جهت‌گیری‌ها و نگرش‌ها… همزیستی می‌کنند و در نهایت نقطه کانونی برای تولید سعادت و رشد ارائه می‌شود. مفید بودن آن
بنابراین، بازگشت به فارابی، جهت‌گیری فلسفی را برای سیر عمل در این سه مرحله از آشتی علم و دین امکان‌پذیر می‌کند که در نهایت به کشف کلید سعادت برای جهان خاکی می‌انجامد.
محسن مهدی تبیین نقش فارابی را وظیفه ای برای تغییر اندیشه عربی-اسلامی در جهت ”واسط نظرات افلاطون از یک سو، شناخت شرایط ما و شناخت بهتر احوال انسان” قرارمیدهد.
کار فلسفی مهدی بر روی فارابی آمیزه‌ای عقلانی است که راه را برای تطور اندیشه‌های قدیمی افلاطونی اسلامی و رسیدن به درک بهتری از دوگانه‌های (علم و دین، عقل و متن، فلسفه و شریعت…) از طریق امکانات عقلانی امروزی هموار می‌سازد.

## آثار
- فلسفه ابن خلدون در تاریخ. لندن ۱۹۵۷ م که چندین بار تجدید چاپ و به فارسی ترجمه شد.
- ابونصر فارابی و فلسفه ارسطو. چاپ بیروت: مجلس شعر، ۱۹۶۱م. این به چندین زبان ترجمه شده‌است.
- فلسفه سیاسی قرون وسطی نیویورک ۱۹۶۳. ده نسخه جداگانه چاپ شد.
- ابونصر فارابی، کتاب الدین. تحقیق و بررسی. بیروت، ۱۹۶۸م.
- ابونصر فارابی، الفاظ به کار رفته در منطق. تحقیق و بررسی. بیروت، ۱۹۶۸م.
- بررسی کتاب شخصیت. بیروت، ۱۹۶۹م.
- دو ملکه در بغداد: خیزران مادر هارون الرشید و همسرش زبیده. واشینگتن، ۱۹۸۲.
- جهت‌گیری سیاسی فلسفه اسلامی. واشینگتن، ۱۹۸۲،
- هزار و یک شب، در سه جلد. لیدن، ۱۹۸۴.
- در یگانگی و وحدت. توبکال، ۱۹۹۰.
- فارابی: بنیاد فلسفه سیاسی اسلامی، پرینستون، ۲۰۰۷.

## مرگ
پروفسور محسن مهدی در روز دوشنبه ۲۳ جمادی الاخرة ۱۴۲۸ هجری قمری / ۹ ژوئیه ۲۰۰۷ میلادی در بروکلین ماساچوست پس از مدتها مبارزه با یک سری بیماری درگذشت. وی همسر فلسطینی الاصل خود سارا روش مهدی و دو دخترش فاطمه و نادیا را برجا نهاد.